# Gradska vijećnica u Umeu
Gradska vijećnica u Umeu (šved. rådhuset i Umeå), zgrada u Umeu sagrađena nakon požara 1888. koji je spalio grad do temelja. Sagrađena je na mjestu prethodne gradske vijećnice (sagrađene 1600.) koja je srušena 1890. Projektirao ju je arhitekt Fredrik Olaus Lindström iz Stockholma. U novom planu o razvoju urbanog područja Lindström je gradskoj vijećnici namijenio istaknuto mjesto na obali rijeke, s glavnim pročeljem okrenutim prema jugu preko luke na rijeci Ume (koja je u to doba još bila plovna pružajući time glavnu pristupnu točku gradu).

## Povijest

### Prva gradska vijećnica
Tijekom 1600. godine Umeå je imao samo nekoliko javnih građevina: crkvu, školu i gradsku vijećnicu. Gradska vijećnica nalazila se na sjeveru Rådhustorgeta (šved.: Vijećnički trg) i u njoj su bili smješteni sudstvo, gradska administracija i druge zajedničke funkcije. Gradska vijećnica bila je jednokatna građevina, opremljena trima prozorima okrenutima prema trgu i visokim četverovodnim krovom, a na vrhu se nalazila lanterna.

### Druga gradska vijećnica
Za vrijeme Velikog sjevernog rata Rusi su nekoliko puta spalili u potpunosti grad, ali nakon mirovnog sporazuma 1721. izgrađena je nova gradska vijećnica na sjevernom kraju Vijećničkog trga. Nova gradska vijećnica sastojala se od dvije etaže s dvama krilima i s malim tornjem s urom i kurantom. U prizemlju je bila smještena konoba, koja je uključivala i restoran te dužnički zatvor. Na katu se nalazila plesna dvorana i manja dvorana za sastanke. Zapadno krilo imalo je dvije prostorije koje su služile za održavanje nastave.

### Treća gradska vijećnica
Nova i veća gradska vijećnica na dva kata izgrađena je 1814. u bloku sjeverno od Vijećničkog trga, a glavna je fasada bila okrenuta prema jugu. Građevinu je projektirao Samuel Enander koji je bio arhitekt u Överintendentsämbetetu (šved.: nadzorni odbor). U skladu s Kraljevskom uredbom o građevinama koja je stupila na snagu 1776., javne građevine morale su biti izgrađene od kamena, no Umeå je bio izuzetak pa je gradska vijećnica umjesto toga izgrađena od drveta.
Prizemlje je uključivalo konobu, aukcijske sobe te istražni zatvor. Istočna polovica gornjeg kata imala je veliku dvoranu i prostor za osvježenje, sobe za razgovor te atrij. Zapadna polovica gornjeg kata imala je dvoranu za sjednice Magistrata i zajednički prostor za gradske starješine.
Visina soba na gornjem katu bila je veća nego visina soba u prizemlju, a fasada građevine, koja je bila u strogu i glatku stilu ampira, imala je veći raspon na gornjem katu.

#### Novi dizajn
Umeå je doživio eksplozivan ekonomski rast sredinom 1800-ih i javnim je građevinama bila prijeko potrebna adaptacija. Gradska vijećnica bila je opremljena bijelom lamperijom, a fasada je imala šest dorskih kolosalnih pilastara. Godine 1880. telegrafska stanica preseljena je u gradsku vijećnicu.

### Sadašnja gradska vijećnica
Fredrik Olaus Lindström, koji je 1889./1890. stvorio nacrte za gradsku crkvu u Umeu, projektirao je također novu gradsku vijećnicu. Lindström je bio inspiriran nizozemskim neorenesansnim stilom, što je omogućilo određenu asimetričnost. Mnogi tornjevi projektirani su s različitim visinama i oblicima. Inače, fasada je razapeta i izgrađena od crvene cigle. portali, područja oko prozora i ostali detalji napravljeni su s pomoću pješčenjaka. Međutim, na nekim su dijelovima iz ekonomskih razloga korišteni jeftiniji materijali kao što su lijevano željezo prekriveno uljanim bojama u odgovarajućim bojama.
Veliki naglasak stavljen je na okolinu gradske vijećnice. Stvoreno je između ostalog novo šetalište koje ide od gradske vijećnice prema sjeveru. Osim toga u susjedstvu je prema luci izgrađen Vijećnički park, smješten povrh riječne obale, na monumetalnoj poziciji.

#### Dvostruki glavni ulaz
Kada je sredinom 1890-ih izgradnja glavne pruge kroz gornji Norrland dostigla Umeå pojavio se neočekivan problem. Tada je odlučeno da će novi željeznički kolodvor biti smješten malo sjevernije od gradske vijećnice, tj. na njezinoj stražnjoj strani. Smatralo se nemogućim da stražnja strana vijećnice bude okrenuta prema kralju kada on dođe vlakom na otvorenje željeznice. Stoga je prije dolaska kralja Oskara II. 1896. izgrađen drugi glavni ulaz prema sjeveru, prema onome što je danas Rådhustorget (šved.: Vijećnički trg) pa je gradska vijećnica dobila dva glavna ulaza.

#### Niša na zapadnom zabatu gradske vijećnice
Dana 2. srpnja 1892. Viktor Rydberg i Georg von Rosen napisali su umejskom gradskom vijeću pismo preporuke za kipara Oscara Berga. Berg je bio zainteresiran za izradu kipa božice pravde Justicije. Kip je uključen u nacrte visoko na zapadnom zabatu, iznad ulaza u staru policijsku stanicu, koji je sada zazidan. Zbog velikih troškova obnove grada nakon požara 1888. gradsko je vijeće odlučilo da si to ne može priuštiti. Zbog istih je razloga 1895. godine odbijen prijedlog da Eli Aslund, brat Helmera Osslunda, napravi kip za 500 kruna. Stoga niša na zapadnom zabatu gradske vijećnice i danas stoji prazna, bez kipa.

#### Višenamjenska građevina
U gradskoj se vijećnici nalaze dvorana gradskog vijeća i ostale administrativen prostorije. Zapadni dio građevine bio je na početku rezerviran za sudsku i izvršnu vlast, zatim za policijsku postaju i uhićenike u prizemlju te sudnicu na gornjem katu. Poslije je cijeli zapadni dio građevine koristio Okružni sud u Umeu. Nekoliko su godina u prizemlju bile smještene telegrafska stanica i pošta a u podrumu su se nalazile aukcijske sobe.

## Bista Gustava II. Adolfa
Bista osnivača Umea Gustava II. Adolfa nalazi se na pola puta između Storgatana (šved.: Velika ulica) i dvostrukog stubišta gradske vijećnice prema jugu (prema rijeci). Bista je izgrađena od bronce i stoji na granitnom postolju. Postolje ima medaljon s monogramom GARS (lat. Gustavus Adolphus Rex Sueciae: Gustav Adolf, kralj Švedske). Ukupna visina iznosi oko tri metra, a bistu je izradio umjetnik Otto Strandman. Statua je otkrivena 20. kolovoza 1924. na svečanoj ceremoniji u povodu 300. godišnjice Vesterbotenske regimente.